# Swang
Swang, auch Svang (Hindi स्वांग, svāṅg), Sang (Hindi सांग, sāṅg), ist im engeren Sinn ein volkstümliches Tanztheater in den nordindischen Bundesstaaten Punjab, Rajasthan und der Region Malwa in Madhya Pradesh. Der Schwerpunkt liegt auf Dialogen und Erzählungen in Prosaform, die Lieder werden in einer großen stilistischen Bandbreite gesungen, die von den melodischen Strukturen der halbklassischen indischen Musik bis zur heutigen Filmmusik reichen. Die Themen stammen aus weit verbreiteten mythischen Erzählungen oder den historischen Heldengeschichten der Panjabi-Folklore.
Swang als übergeordnete Stilrichtung ist die bekannteste Volkstheatertradition zur Unterhaltung in Nordindien. Aus dieser alten Mischung aus Tanz, Theater, Lied, inszeniertem Dialog und monologischer Erzählung entwickelten sich eigenständige Formen wie der in ganz Nordindien verbreitete nautanki-Stil, die regionalen Stile sang in Haryana, bhagat in Uttar Pradesh und khyal in Rajasthan. Neben dieser historischen und geografischen Abgrenzung werden die Begriffe swang, sang und nautanki teilweise austauschbar verwendet.

## Geschichte

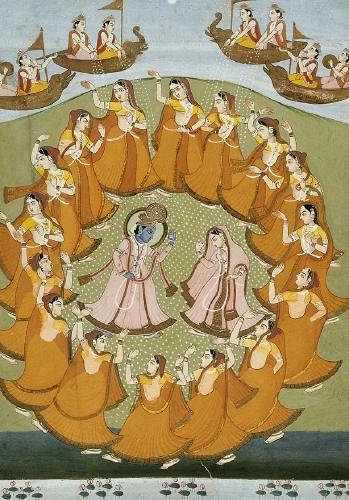
Radha und Krishna tanzen ras lila. Indische Miniatur, Jaipur, 19. Jahrhundert. Kreisförmig von Zuschauern umgebene offene Bühne

Neben den religiösen Ritualtheatern, den zum Bhakti-Kult gehörenden devotionalen Theaterformen Ram lila und ras lila, also der Verehrung von Rama und Krishna mit teilweise unterhaltendem Charakter, sind seit altindischer Zeit Feste mit Schauspielen und anderen Aufführungen zum reinen Vergnügen überliefert. In den zum Yajurveda gehörenden Texten des Shatapatha-Brahmana findet sich neben Anweisungen für das Opferritual eine Aufzählung von Unterhaltungskünstlern: professionelle Sänger, Musiker, Tänzer, Akrobaten und Spaßmacher. Laut der in der Zeit zwischen 200 v. Chr. und 200 n. Chr. verfassten Abhandlung über die darstellenden Künste Natyashastra muss es in dieser Zeit bereits volkstümliche Formen von Unterhaltungstheater in Regionalsprachen gegeben haben, da Theater für alle Kasten einschließlich der unteren Shudras zur Verfügung gestanden haben soll und Shudras von der heiligen Sprache Sanskrit ferngehalten wurden. Aus dem Harivamsa, einer als Ergänzung des Mahabharata eingeordneten Schrift, ist ebenfalls zu entnehmen, dass es altindische Schauspiele in Regionalsprachen gab.
Begriffe wie samaj (samāja, „Gemeinschaft“), die häufig im Arthashastra (altindische Staatstheorie), den Jatakas (lehrreiche Geschichten aus dem Leben Buddhas), Sanskritdramen und Inschriften vorkommen, stehen für die frühesten, auf Sanskrit verfassten Vorformen des heutigen Swang. Vom 5. bis zum 11. Jahrhundert taucht in Sanskrittexten der Begriff sangītaka auf, der von sangīta („Musik“) oder sangīt (meint ein „komponiertes Lied“) abgeleitet ist und als volkstümliche Entwicklung aus dem klassischen Sanskritdrama angesehen werden kann. Der Maithili-Dichter Vidyapati (um 1352 – um 1448) bezeichnete sein 1425 verfasstes Stück Goraksha Vijaya als sangitaka.
Die Wörter swāng, svāng und sāng sind vermutlich von Sanskrit svānga, „Verkleidung“, „Tarnung“ in der Bedeutung „Schauspiel“, „Drama“ abgeleitet. Sāng wird in den Regionalsprachen auch sāngīt geschrieben. Mit dieser seit Jahrhunderten nachweisbaren Bedeutung des Dialektwortes sāng ist die Abstammung unmittelbar von Sanskrit sangīt („Musik“) unwahrscheinlich. Die heutige Schreibweise sāngīt anstelle von sāng könnte aus sāng und Sanskrit gīta („Lied“) zusammengesetzt worden sein, also „Sang-Lied“ bedeuten.
Nach unterschiedlichen Annahmen entwickelte sich (1) der volkstümliche Swang aus dem Sanskritdrama sangitaka, (2) jene klassische Theaterform geht auf frühere Volkstraditionen zurück, (3) es fand eine unabhängige parallele Entwicklung ohne größere Beeinflussung statt oder (4) das Sanskrittheater entstand aus früheren volkstümlichen Formen und bildete nach seinem Niedergang wiederum die Grundlage für ein Volkstheater.
Keine der Volkstheatertraditionen lässt sich in ihrer konkreten Form weiter wie bis ins 16. Jahrhundert zurückverfolgen. Malik Muhammad Jayasi (Ende 15. bis erste Hälfte 16. Jahrhundert) erwähnte Swang in seinem Gedicht Padmavat von 1540, ebenso Sabalsingh Chauhan, ein weiterer Hindi-Dichter aus dem 17. Jahrhundert, in seinem Werk Mahabharata. Der britische Verwaltungsbeamte Richard Carnac Temple (1850–1931) veröffentlichte 1883 bis 1890 seine dreibändige Gedichtsammlung The Legend of the Panjab. Darin sind drei Swang-Gedichte enthalten, die jedes Jahr beim Holi-Fest in Jagadhari im Ambala-Distrikt in Haryana aufgeführt wurden. Im Punjab dürfte die Swang-Tradition mindestens seit dem 18. Jahrhundert existiert haben. Die modernere Version nautanki entstand in Kanpur (Uttar Pradesh) und verbreitete sich Anfang des 20. Jahrhunderts über Nordindien.

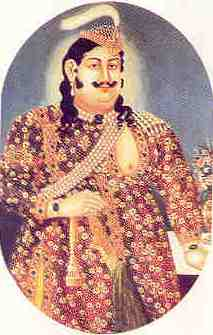
Wajid Ali Shah

Der letzte Nawab von Avadh, der von der Britischen Ostindien-Kompanie abgesetzte Wajid Ali Shah (reg. 1847–1856) verfasste Theaterstücke, in denen er Elemente von bhagat, swang und ras lila vermischte und seinen eigenen Stil als rahas bezeichnete. In seinem Palastbezirk in Lakhnau ließ er eigens für die Aufführung dieser Stücke ein Gebäude (Rahas Manzil) errichten. Hiervon wurde der Urdu-Dichter Agha Hasan Amanat (1815–1858) inspiriert. Er verfasste das Theaterstück Inder Sabha, das 1854 erstmals aufgeführt und so populär wurde, dass es die Parsen in ihr Theaterrepertoire aufnahmen und der Orientalist Friedrich August Rosen (1805–1837) es ins Deutsche übersetzte. Der neue Stil frischte wiederum die Swang-Tradition auf. Sang in Haryana soll um 1750 von Kishan Lal Bhaat entwickelt worden sein.
Um 1870 erreichte das Swang-Theater, beeinflusst von rahas und bhagat aus Vrindavan in Uttar Pradesh die Stadt Hathras im Westen dieses Bundesstaates. Dort kam besonders die Liebesgeschichte zwischen Jamal, der Tochter eines türkischen Ministers, und Gabru, einem jungen Händler aus Zentralasien zur Aufführung. Ein Theaterstück von Vasudev Basam zum selben Thema namens Syah Posh, nach den so genannten Einwohnern Kafiristans, wurde schnell berühmt und sorgte dafür, dass in dieser Region zahlreiche Swang-Theatergruppen entstanden und Syah Posh später auch auf Nautanki-Bühnen aufgeführt wurde. Ein Schüler von Basam, Murlidhar Rai, schrieb das Stück Shahjadi Nautanki, aus dessen Inhalt und Aufführungsstil sich in den Städten Kanpur und Lakhnau Ende des 19. Jahrhunderts Nautanki als eigenständige Form entwickelte und von Swang die führende Rolle als nordindisches Volkstheater übernahm. Hathras und Kanpur sind die beiden heute bedeutendsten Zentren, in denen Nautanki in unterschiedlichen Aufführungsstilen gepflegt wird.
Der wesentliche Unterschied zwischen Swang und Nautanki ist, dass der ältere Stil auf freiem Feld inszeniert wurde und die Neuentwicklung vom europäisch beeinflussten Parsen-Theater eine durch einen Vorhang nach hinten begrenzte Bühne übernahm. Hinzu kam, dass beim Swang die Erzählung aus Versen mit gesungenen Dialogen bestand, während beim Nautanki die Darsteller Prosa vortragen. Im Nautanki gewannen die zuvor unbeachteten Kostüme, das Make-up sowie das während der dramatischen Aktionen lauter werdende Begleitorchester mit Kesseltrommeln (nagārā, auch nakkara) an Bedeutung.
Nachdem der Höhepunkt Anfang des 20. Jahrhunderts überschritten war, enttäuschten immer trivialere, zwischen die Handlung geschobene Lied- und Tanzeinlagen nach dem Muster des Bollywood-Films die Liebhaber anspruchsvoller Musik, bis hin zu obszönen Szenen, die gelegentlich die Handlung insgesamt verdrängten und das Ansehen der Darsteller sinken ließen. Ein weiterer Nachteil ist heute neben der Konkurrenz durch die Filmindustrie die mangelnde Professionalität vieler Nautanki-Theatertruppen. Demgegenüber stehen Bemühungen, die Kunstform Nautanki als alte Volkstradition zu erhalten und an die veränderten Sehgewohnheiten der Zuschauer anzugleichen, etwa durch Verkürzen der Aufführungsdauer von acht auf drei bis vier Stunden.

## Aufführungen

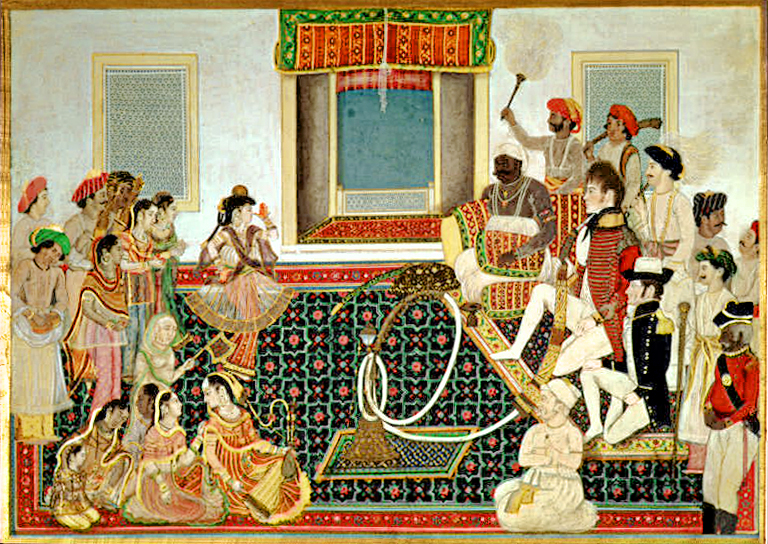
Fürst Mahadaji Shinde der Scindia-Dynastie lässt zur Unterhaltung britischer Offiziere nautch-Tänzerinnen auftreten. Um 1820

Im Swang werden geradlinig Geschichten erzählt, in Versform gekleidet gesungen und als Prosa in Dialogen vorgetragen. Schauspielerisches Agieren tritt demgegenüber in den Hintergrund. Früher traten die Darsteller in Alltagskleidern auf und nur gelegentlich in Kostümen und mit Make-up. Die professionellen Theatertruppen ziehen von Dorf zu Dorf nach dem Festtagskalender und finden sich bei gesellschaftlichen und religiösen Veranstaltungen ein. Früher stellten männliche Darsteller auch die Frauenrollen dar, gegen Ende der 1930er Jahre begannen auch Frauen aufzutreten. Frauen bauten vor allem Tanzeinlagen zu selbständigen szenischen Einheiten aus, indem sie die Tradition der nautch-Mädchen übernahmen. Diese waren professionelle Unterhalterinnen in den Palästen. Als nautch-girl bezeichneten die britischen Kolonialherren die Tempeltänzerinnen (devadasis), das Wort ist verballhornt von Sanskrit nritya über Prakrit nachcha („Tanz“, „tanzen“).
Neun bis zwölf männliche Darsteller gehören zu einer heutigen Swang-Truppe (khara), davon sind vier Instrumentalisten, welche die Kesseltrommeln tabla und nagārā, die Streichlaute sarangi, Harmonium und gelegentlich Zimbeln spielen. Mit der Truppe reist ein zur Brahmanenkaste gehörender Koch, die übrigen Mitglieder der khara gehören nicht zu einer bestimmten Kaste und vererben nicht unbedingt ihren Beruf. Hindus und Muslime gehören gleichermaßen zu den Truppen, letztere finden sich mehrheitlich unter den Instrumentalisten. Die Swang-Truppe wird von einem khareband angeführt, der von den Mitgliedern als Guru anerkannt wird. Er organisiert die Auftritte, komponiert die Dialoge und tritt meist in einer der Hauptrollen auf.
Die Darsteller agieren beim Swang-Theater im Freien ohne Vorhänge und Kulissen, wobei die Zuschauer im Kreis um die Bühne Platz nehmen. Diese Praxis charakterisiert ebenfalls die traditionellen Aufführungen von sang, bhagat, khyal sowie bhavai in Gujarat, manch („Bühne“) in Madhya Pradesh und jatra in Bengalen. Jatra steht allgemein für ein Volkstheater ohne Kulisse, eine religiöse Festveranstaltung oder Prozession. In Maharashtra ist tamasha heute ein derbes, auf die Entwicklung des Swang zurückgehendes Volkstheater. Es besteht eine weitere stilistische Beziehung zu einigen südindischen Tanztheaterstilen. In Karnataka bedeutet bayalata allgemein Aufführungen, die im Freien stattfinden, insbesondere yakshagana. Bei den meisten Theatern besteht die Bühne aus einer etwas erhöhten hölzernen Plattform, vor oder an deren Rand die Musiker Platz nehmen.
Swang bezeichnet neben regionalen Theaterformen als weit gefasster Begriff auch die Vorstellung eines Alleinunterhalters. Ein Schauspieler, der in die Rolle einer Gottheit schlüpft, kann sagen, er habe den „swang“ dieser Gottheit angenommen. Im allgemeinsten Fall wird so swang zu jeder Aufführung von Volksschauspielern, die in verschiedenen Rollen auftreten.
In Himachal Pradesh heißen die bei religiösen Jahresfesten wie Dashahara und Shivaratri auftretenden Swang-Theater auch jhanki („flüchtiger Blick“). So wird ansonsten im religiösen Theater die Aufstellung der Götterdarsteller zu einem ruhenden Szenenbild genannt, damit die Zuschauer nach vorn kommen und ihnen die Ehre erweisen können. Beim Lohadi-Fest gehen die ganze Nacht kostümierte Jungen von Haus zu Haus, einer ist als Hirsch verkleidet, die anderen trommeln und singen. Weitere ritualisierte, als swang bezeichnete Tanzformen in Himachal Pradesh sind chandroli, jhamakada und googa. Neben Tänzern und Sängern tritt ein Clown auf, der derbe Späße macht. Im swang tegi-Tanz beim Divali-Fest werden Tiere imitiert, die Tänzer tragen hölzerne Tigermasken. Jhamakada (auch nanoo vinayaka) sind Tänze in der Swang-Tradition, die bei Hochzeiten und anderen Übergangsfeiern aufgeführt werden.

## Erzählungen

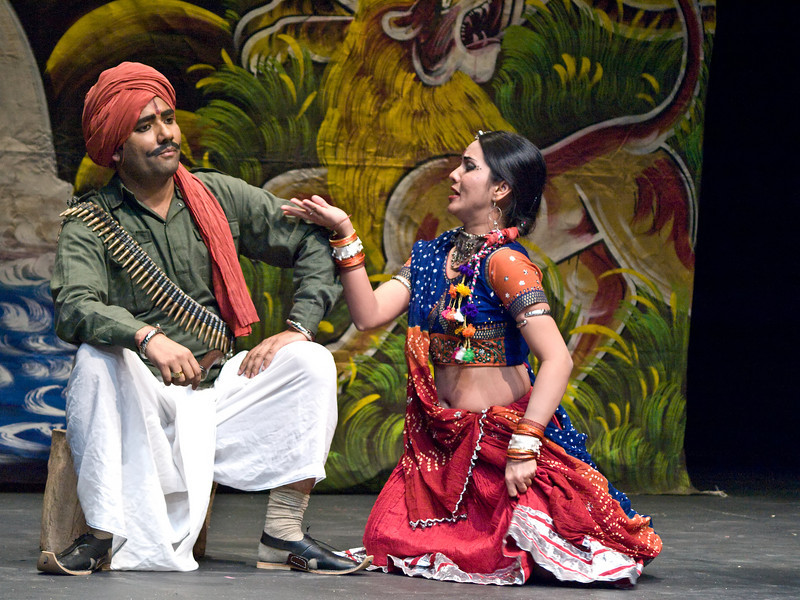
Devendra Sharma und Palak Joshi im Nautanki Sultana Daku („Sultan-Bandit“), ein in Nordindien populäres Drama über einen Banditen, der Anfang des 20. Jahrhunderts berühmt wurde, weil er sich der britischen Kolonialherrschaft widersetzte.

Viele der Erzählungen stammen aus der Panjabi-Folklore, teilweise kommen auch fiktionale Themen zur heutigen gesellschaftlichen Situation vor. Beliebt ist die tragisch endende Liebesgeschichte zwischen der reichen und schönen Hir aus der Jat-Volksgruppe und dem umherziehenden Ranjha, der am Hof ihres Vaters als Kuhhirte angestellt wird und ihr auf seiner Flöte (bansuri, regional wanjhli) vorspielt. Die in zahlreichen Versionen ausgebreitete Geschichte bildet auch das Thema für die derben dhapa-Lieder, aus denen sich der verfeinerte klassische tappa-Gesangsstil entwickelte.
Eine weitere Geschichte um ein mythisch-romantisches Liebespaar aus der pakistanischen Provinz Sindh heißt Sassui Punnhun (Sassi-Punnu). Die als Kleinkind verstoßene Tochter des Raja von Banbhore, Sassui, wächst bei einem einfachen Wäscher auf, bis die Kunde von ihrer Schönheit den Sohn des Herrschers von Makran, Punnhun, erreicht. Die beiden finden sich und werden auf betrügerische Weise getrennt.
In Sohini Mahiwal (Suhini-Mehar) ist die schöne Sohini die Tochter eines Töpfers. Der reiche Händler Izzat Baig aus Buchara verliert aus Sorglosigkeit und Liebe zu ihr sein ganzes Geld und wird zu einem einfachen Büffelhirten – daher der Name Mehar, später zu einem Asketen auf der anderen Seite des Flusses, dem Sohini Essen bringt. Sie finden erst zusammen, als sie gemeinsam im Fluss ertrinken.
Puran Bhagat war ein Sohn des Königs Sulwahan (Raja Salban), der einst in Sialkot im pakistanischen Punjab herrschte. Die kinderlose erste Frau des Königs behauptete, nachdem sie vergeblich versucht hatte, ein Verhältnis mit dem Prinzen zu beginnen, er habe sie vergewaltigen wollen. Der entrüstete König befahl, seinem Sohn Hände und Füße abzuschlagen und ihn in einen Brunnen zu werfen. Ein Guru rettete Puran und baute ihm am Brunnen eine Unterkunft, wo er bald selbst zu einem weisen Mann und sein Ort zu einem Pilgerziel wurde. An der Stelle des Brunnens in der Nähe von Sialkot steht heute ein Grabbau, zu dem Frauen mit Kinderwunsch pilgern. Die berühmte Geschichte ist vielfach erzählt und verarbeitet worden. Rudyard Kipling verfasste die 1895 auf Englisch erschienene Kurzgeschichte „Das Wunder von Puran Bhagat“.
In dem in ganz Nordindien bekannten Erzählzyklus Raja Bharathari ist die Titelfigur der König von Ujjain aus dem 1. Jahrhundert n. Chr. Nachdem er tiefe Einsicht in die Welt erlangt hatte, gab er seine Königskrone an seinen Bruder ab und zog sich in den Wald zurück, um über die wahre Bedeutung des Lebens nachzudenken. Mehrere Episoden aus seinem Leben haben die illusionären Erscheinungsformen des irdischen Daseins zum Thema.